# الجمعية القومية للمرأة الإسبانية
تعد الجمعية القومية للمرأة الإسبانية (ANME)، كما تسمى باللغة الاسبانية (The Asociación Nacional de Mujeres Españolas)، منظمة إسبانية تعمل في مجال حقوق المرأة منذ 1918م -1936م.
لم تكن هذه الجمعية أول حركة نسائية في إسبانيا، ولكنها كانت الأكثر استمرارا مقارنة بأي من سابقيها. وقد أسست هذه المنظمة في مدريد عام 1918 بواسطة  كونسيويلو جونزاليس راموس و ماريا اسبينوزا دي لوس مونتيروس. كان هدف الجمعية هو العمل من أجل حقوق المرأة خاصة حق تصويت المرأة. لم تكن الجمعية مدعومة من الكنيسة الكاثولوكية أو أي حزب سياسي ولكنها اعتمدت فقط على إسهامات مؤيديها حيث كانت اجتماعاتها تُقام في دور رؤسائها. في عام 1919 انشأت الجمعية القومية للمرأة الأسبانية المنظمة الجامعة (المجلس النسائي الإسباني) بالتعاون مع الجمعيات النسائية الأصغر: جمعية النساء التطورية  وجمعية المرأة المستقبلية في برشلونة، وجمعية أرينال كونسيبسيون وجمعية ليجا للنهوض بالمرأة في فالنسيا. ومع 1921 نشرت الجمعية ورقتها البحثية الخاصة: العالم الأنثوي.
في عام 1934 انشأت الجمعية حزب سياسي نسائي، وهو العمل السياسي النسائي المستقل، والتي باءت محاولته بالفشل في الالتحاق بالائتلاف اليساري. وقد أحل كل من الحزب والجمعية مع الحرب الأهلية الإسبانية.